# Sicyos angulatus
Sicyos angulatus, el pepino asado o el pepino estrella es una planta de guía anual de la familia de las calabazas, Cucurbitaceae, nativa del este de América del Norte. La planta forma alfombras o sube usando zarcillos. Las hojas son palmadas y lobuladas, las flores son de color verde a verde amarillento, y los frutos forman grupos de bayas muy pequeños.

## Descripción
La vid produce largos tallos anuales de ramificación que trepan sobre arbustos y cercas o se arrastran por el suelo. Los tallos son peludos, de color verde pálido y surcados. Las hojas alternativas tienen de tres a cinco lóbulos palmeados y pueden tener 20 cm de ancho. El margen es ligeramente dentado, la superficie superior de la cuchilla suele ser lampiña y la parte inferior tiene pelos finos, especialmente en las venas. El pecíolo es grueso y peludo, y mide aproximadamente 13 cm de largo. La hoja está profundamente dentada donde está unida al pecíolo. Frente a algunas de las uniones formadas por el peciolo y el tallo, crecen zarcillos ramificados y, en otros, brotes florales. Las flores son monoicas, se encuentran separadas las flores masculinas y femeninas. Las flores masculinas están en racimos de tallo largo. Cada flor mide aproximadamente 0,8 cm de ancho, con un cáliz con cinco dientes puntiagudos, una corola blanquecina con venas verdes con cinco lóbulos y una protuberancia central de estambres. Las pequeñas flores femeninas están agrupadas en un tallo corto, cada una con su ovario encerrado en una fruta espinosa y peluda; una semilla es producida por cada flor. La fruta mide aproximadamente 1,3 cm de largo, es verde al principio pero se vuelve marrón con la edad; es dispersado por animales que entran en contacto con su superficie erizada.

## Distribución y hábitat
S. angulatus es nativo de Ontario y Quebec en Canadá, y el este y el sur de Estados Unidos hasta el oeste de Dakota del Norte y Texas. Crece en hábitats fértiles y húmedos, como áreas de llanuras de inundación, pastizales húmedos, matorrales, lugares espesos, riberas de ríos, zanjas y bordes de campo. Aprecia el terreno perturbado.

## Ecología
Los abejorros y las abejas melíferas, así como varias moscas, avispas Sphecidae y avispas bípedas son atraídas por el néctar producido por las flores. Algunas abejas también recolectan polen de las flores masculinas. El insecto de calabaza cornuda y Anasa repetita se alimentan de la planta, al igual que la Diabrotica undecimpunctata, la Acalymma vittatum y el Acalymma gouldi. Los mamíferos herbívoros parecen evitar la planta.

## Usos
El follaje de Sicyos angulatus se puede cocinar y comer como una verdura verde, y las frutas también se pueden comer, pero debido a su tamaño son de poco valor. Una decocción de la planta se ha utilizado para tratar enfermedades venéreas.

## Galería

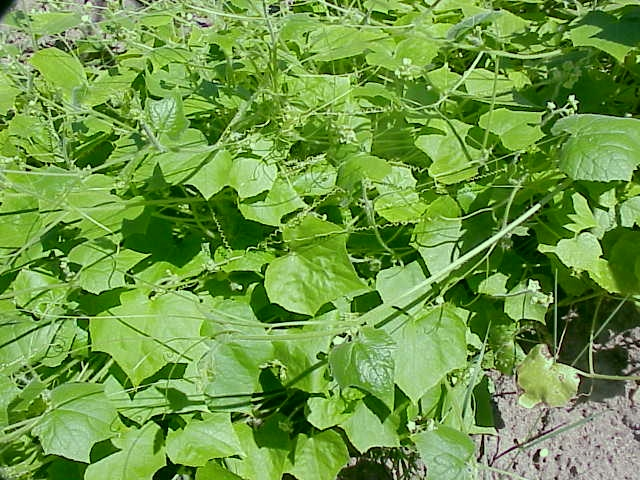
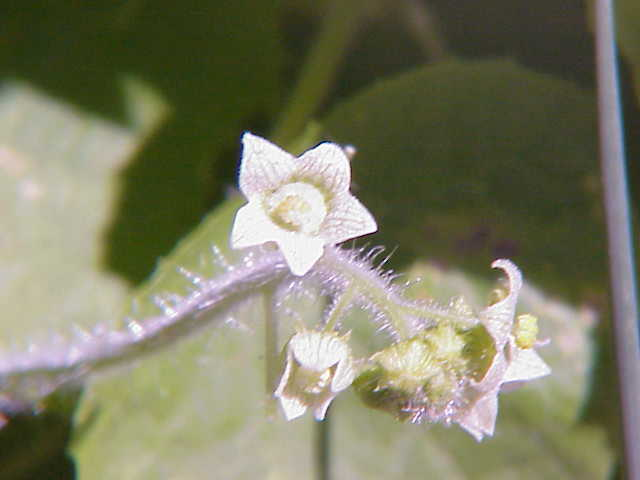
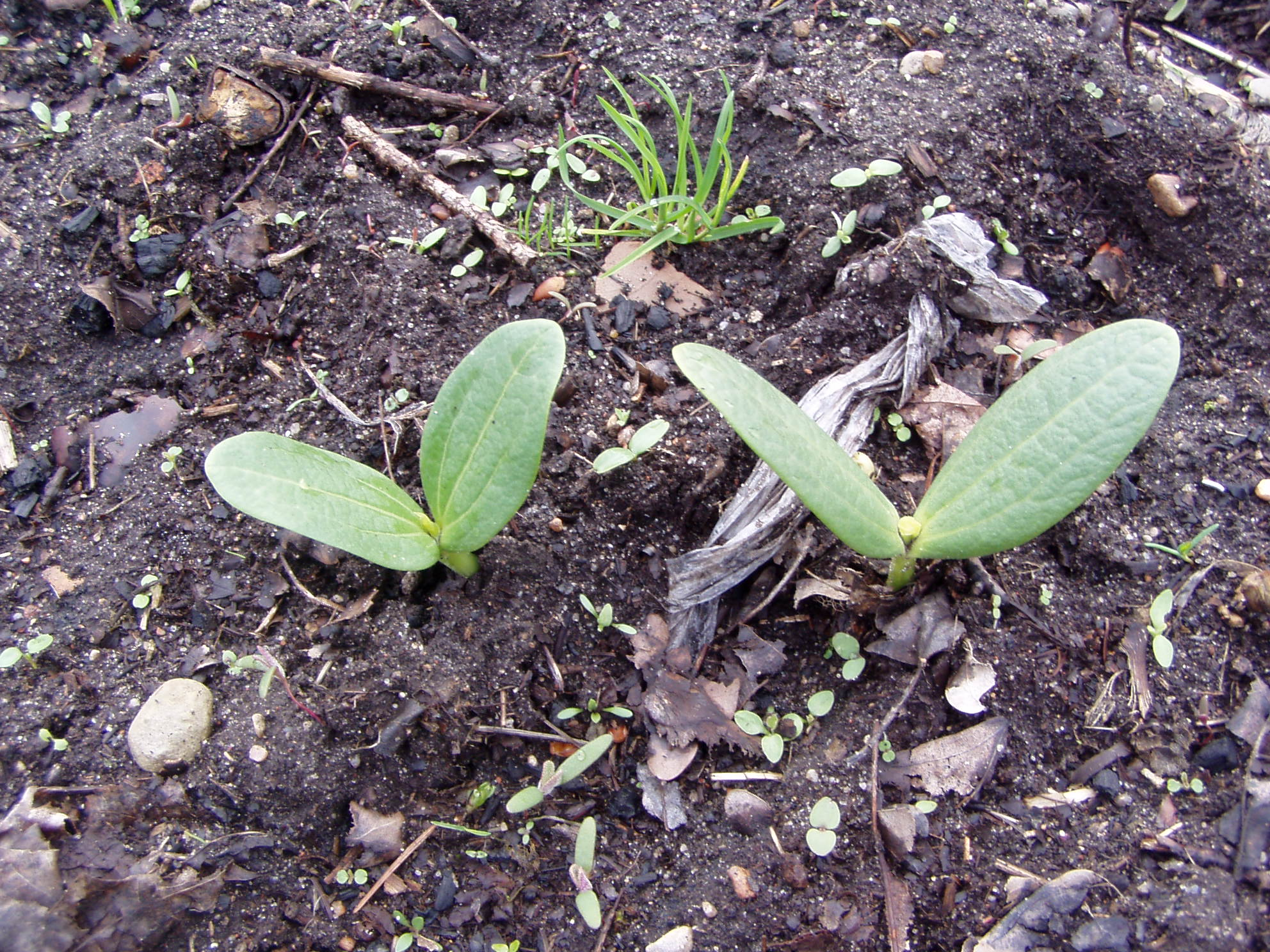
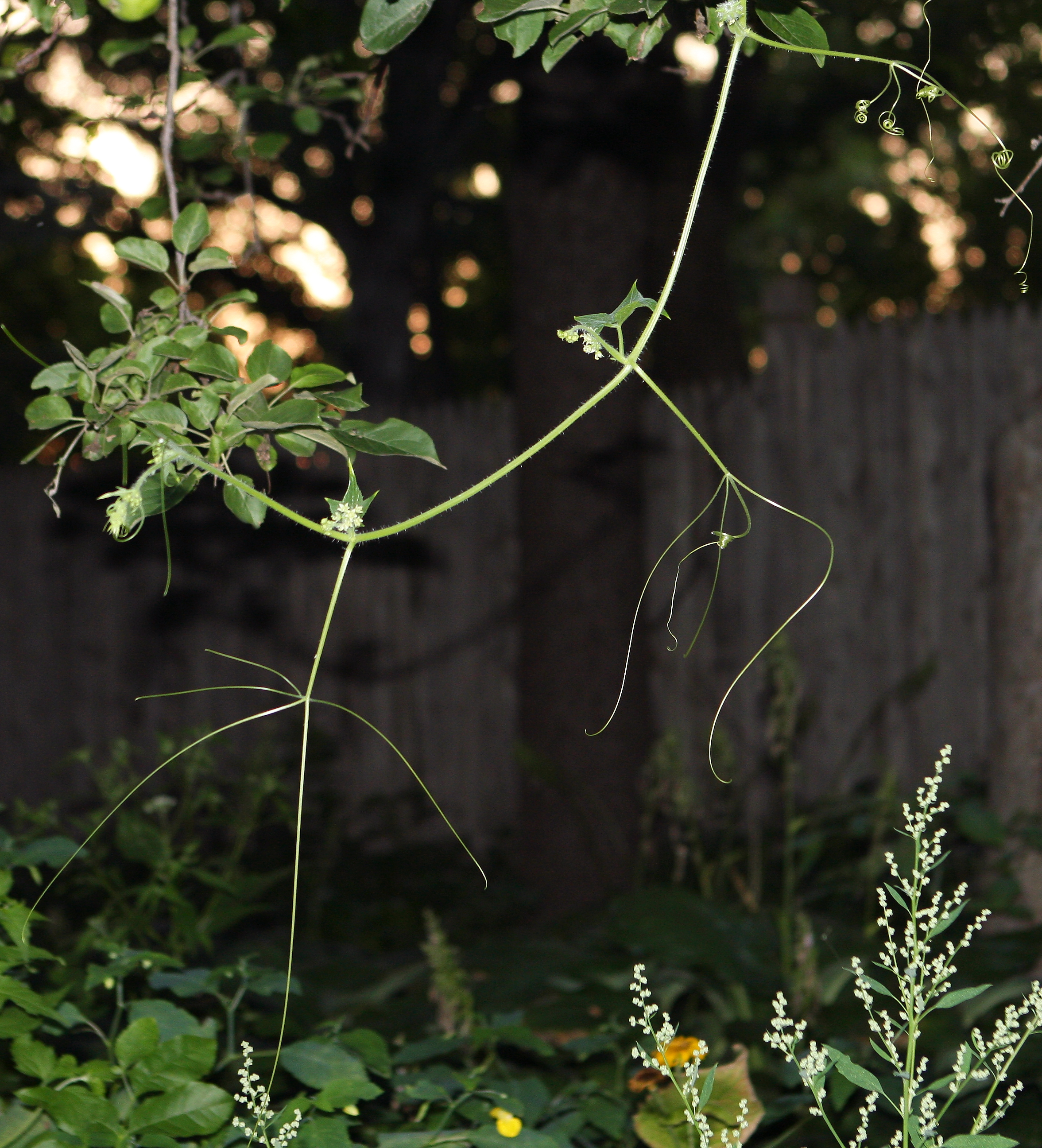